# Erythronium multiscapideum
Erythronium multiscapideum es una especie de planta bulbosa perteneciente a la familia de las liliáceas, es conocida con el nombre común de Sierra fawn lily. 
Es originaria de California, donde crece en las estribaciones del sur de la Cordillera de las Cascadas y de Sierra Nevada. 

## Descripción
La planta crece a partir de un bulbo de dos a cinco centímetros de largo, a veces con bulbillos asociados. Produce dos hojas ovaladas de hasta 15 centímetros de largo que son de color verde y con manchas de color marrón o blanco. Los tallos alcanzan los 10 a 20 centímetros de altura y tienen de una a cuatro flores cada uno. La flor tiene los tépalos de color blanco con brillantes bases amarillas. Los estambres, anteras y estigmas son de color blanco o crema.

## Taxonomía
Erythronium multiscapideum fue descrita por  (Kellogg) A.Nels. & P.B.Kenn.  y publicado en Muhlenbergia; a journal of botany 3(9): 137. 1908.
Etimología
Erythronium: nombre genérico que  se refiere al color de las flores de algunas de sus especies de color rojo (del griego erythros = rojo), aunque también pueden ser de color amarillo  o blanco.
multiscapideum: epíteto latino que significa "con muchos escapos".
Sinonimia
- Fritillaria multiscapidea Kellogg, Proc. Calif. Acad. Sci. 1: 46 (1855).
- Erythronium grandiflorum var. multiscapideum (Kellogg) Alph.Wood, Proc. Acad. Nat. Sci. Philadelphia 1868(2): 166 (1868).
- Erythronium hartwegii S.Watson, Proc. Amer. Acad. Arts 14: 261 (1879).[4]